# Filippo Terzi

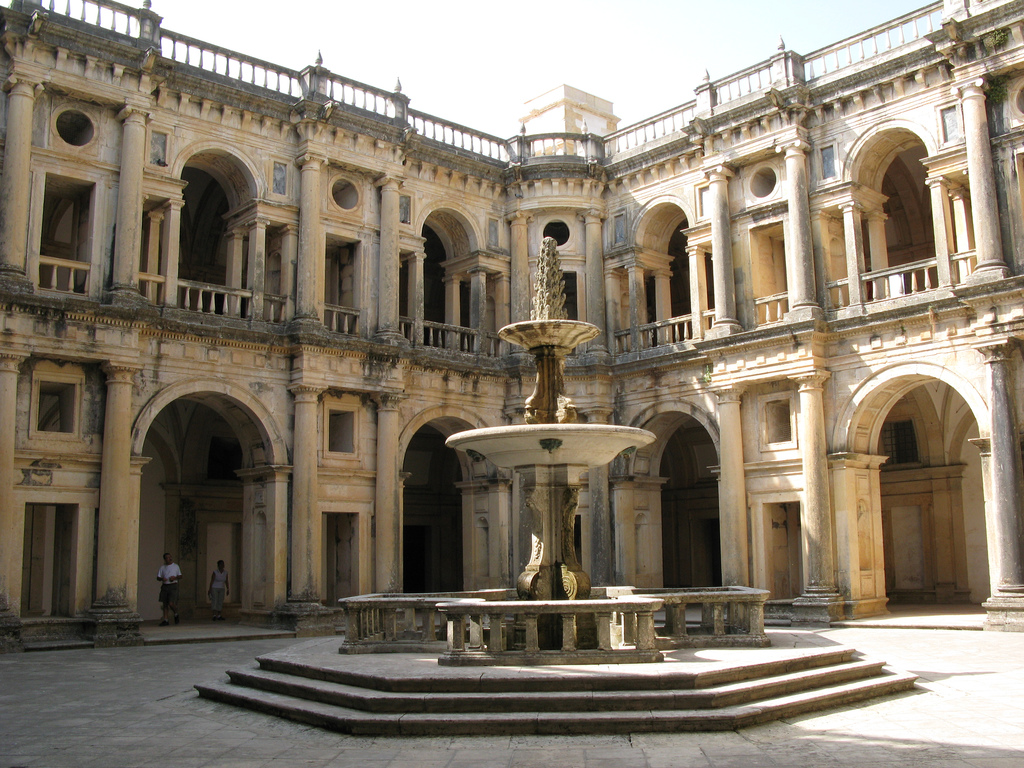
Kreuzgänge von Terzis Bauwerk Convento de Cristo in Tomar

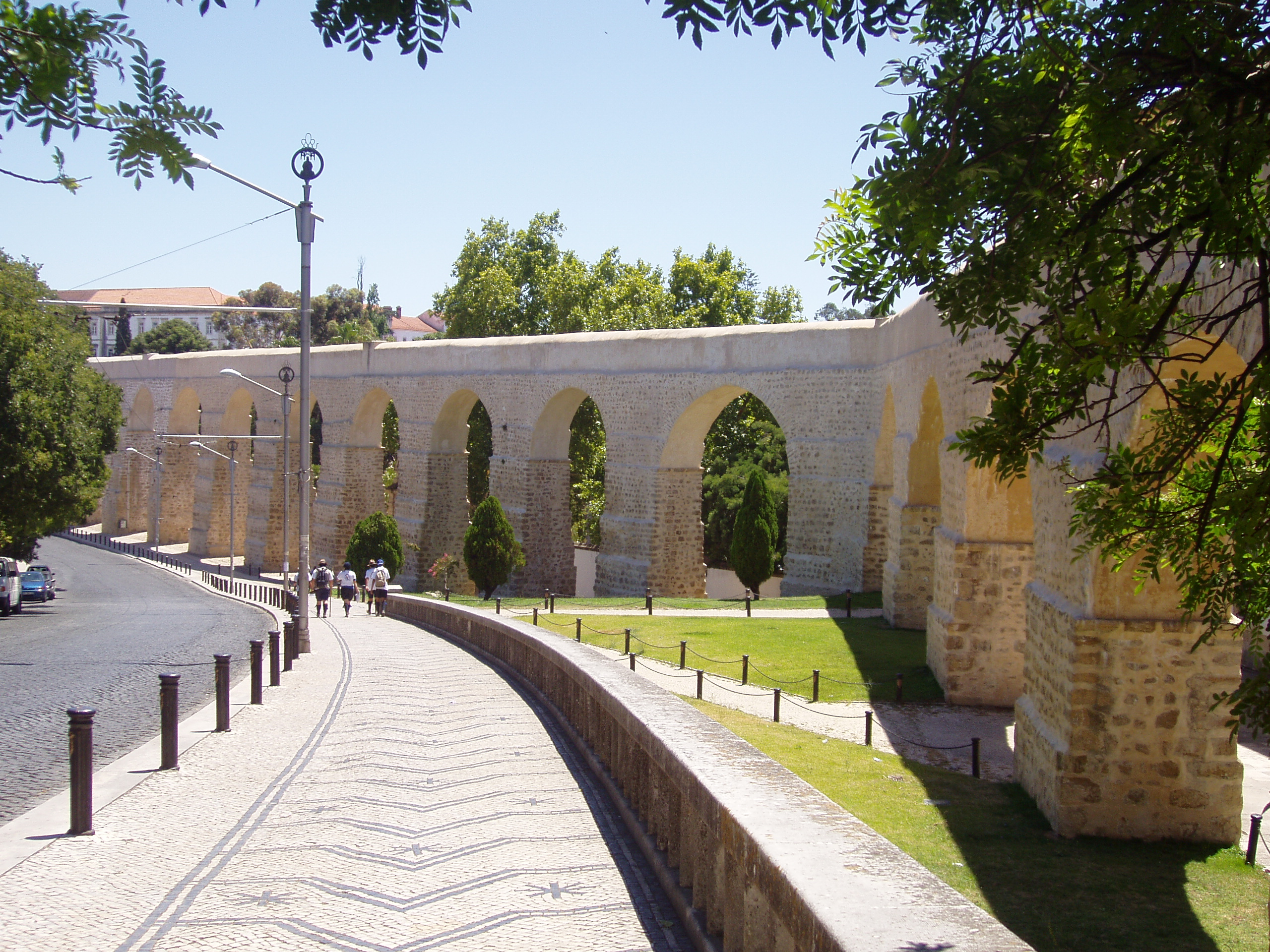
Der wiederaufgebaute Aquädukt São Sebastião von Coimbra

Filippo Terzi (portugiesisch auch Filipe Terzio, * 1520 (?) in Bologna; † 1597 in Setúbal) war ein italienischer Architekt und Baumeister in Diensten der portugiesischen Könige.
Das genaue Geburtsdatum Terzis ist nicht bekannt, man weiß nur, dass er in Bologna zur Welt kam, möglicherweise im Jahr 1520. Ebenso wenig ist überliefert, wann genau er in Portugal ankam. Es ist jedoch sicher, dass dies in der Regierungszeit von König Sebastian geschah, und dass er im Jahr 1577 bereits in Lissabon arbeitete. Im Jahr davor war er unter Vertrag genommen worden.
Im folgenden Jahr begleitete Terzi, bereits in der Funktion als Oberbaumeister und zusammen mit dem Architekten Nicolau de Frias, den portugiesischen König auf seiner Expedition nach Marokko. In der Schlacht von Alcácer-Quibir wurde er gefangen genommen und kam erst im Jahr 1579, dank der Bemühungen des damaligen Kardinals Heinrich in den Lösegeldverhandlungen nach Portugal zurück.
Im Jahre 1583 wurde er nach Coimbra entsandt, um dort die Arbeiten an der Brücke über den Fluss Mondego und an den Klöstern São Francisco und  Santa Clara  zu überwachen. Dort verwirklichte er weiterhin den Wiederaufbau des Aquädukt São Sebastião und wurde am 22. Januar 1584 zum Baumeister des Klosters in der Stadt Tomar ernannt. In Tomar erinnern Gebäude wie der Aquädukt und der berühmte Kreuzgang Claustro de D. João III im Convento de Cristo und die Kirche Ermida de Nossa Senhora da Conceição an sein Wirken. Per Dekret vom 28. Juni 1590 ernannte ihn König Philipp II. zum Baumeister für alle Arbeiten, die auf meine Kosten geschehen, womit er praktisch zum Generalbaumeister des Königreiches wurde und in dieser Position den verstorbenen  António Rodrigues ersetzte. In dieser Funktion fiel ihm auch die Ausbildung von Architekten zu. Aus diesem Grund richtete er eine Architekturschule ein, die bereits im Jahre 1594 im Paço da Ribeira ihren Betrieb aufnahm. Sousa Viterbo kommentierte später, dass Terzi offensichtlich der erste offizielle Architekturprofessor unseres Landes war.
In Ausübung seiner Funktion als königlicher Baumeister bereiste Terzi das ganze Land und leitete Bauarbeiten an verschiedensten Orten, wobei die Arbeiten in Coimbra und Palmela herausstehen. In Palmela war er mit der Wiedererrichtung des Klosters der Stadt betraut, während er in Coimbra die Reparaturarbeiten an der Mondego-Brücke leitete und den Bau Colégio de Santo Agostinho überwachte. Auch einige Bauwerke in Lissabon werden ihm zugeschrieben, wobei seine Urheberschaft in keinem der Fälle dokumentarisch bewiesen ist. Dazu gehört der Turm im Paço da Ribeira, den Philipp II. am äußersten Südende dieses Palastes erbauen ließ, den jedoch auch Juan de Herrera, der Architekt der spanischen Krone, gebaut haben könnte. Ebenso könnte er für den Entwurf und den Bau von Kirche und Kloster São Vicente de Fora zuständig gewesen sein.